# Nukuhou (fleuve)
Le fleuve Nukuhou  (anglais : Nukuhou River) est un cours d’eau de la région de Baie de l'Abondance de l’Île du Nord de la Nouvelle-Zélande. 

## Géographie
Il s’écoule vers le nord à partir de son origine à 20 km au sud-ouest d’Opotiki, atteignant la  Baie de l'Abondance à «Ohiwa Harbour», à mi chemin entre Opotiki et Whakatane.